# Margarítes
Margarítes, en grec moderne : Μαργαρίτες, est un village du dème de Mylopótamos, en Crète, en Grèce. Selon le recensement de 2011, la population de Margarítes compte 269 habitants. Il est situé à une altitude de 300 m et à une distance de 27 km de Réthymnon.

## Personnalité
- Ánna Apostoláki, archéologue et conservatrice de musée.